# Klimkowizna
Klimkowizna – część miasta Pabianice w województwie łódzkim, w powiecie pabianickim, do 1987 samodzielna wieś. Leży na zachodnich rubieżach miasta, w okolicach ulicy Gruntowej.

## Historia
Dawniej samodzielna miejscowość (początowo kolonia, później wieś). Od 1867 w gminie Wymysłów w powiecie łaskim. Pod koniec wieku Klimkowizna liczyła 30 mieszkańców. W okresie międzywojennym należała do w woj. łódzkim. W 1921 roku liczba mieszkańców wynosiła 120. 2 lipca 1929 gminę Wymysłów przemianowano na Dobroń. 2 października 1933 utworzono gromadę Klimkowizna w granicach gminy Dobroń, składającą się z samej wsi Klimkowizna. Podczas II wojny światowej włączona do III Rzeszy.
Po wojnie Klimkowizna powróciła do powiatu łaskiego w woj. łódzkim jako jedna z 16 gromad gminy Dobroń. W związku z reorganizacją administracji wiejskiej jesienią 1954, Klimkowizna weszła w skład nowej gromady Chechło, a po jej zniesieniu 1 stycznia 1959 – do nowo utworzonej gromady Górka Pabianicka. W 1971 roku ludność wsi wynosiła 489.
Od 1 stycznia 1973 w nowo utworzonej gminie Pabianice w powiecie łaskim. W latach 1975–1987 miejscowość należała administracyjnie do województwa łódzkiego.
1 stycznia 1988 Klimkowiznę (151,75 ha) włączono do Pabianic.